# Peter Babenberg
Peter von Babenberg (* 1461 in Konstanz; † 9. Mai 1545 in Hirschlatt, Deutschland) war Abt des regulierten Chorherrenstifts Kreuzlingen von 1497 bis 1545.

## Herkunft und Familie
Peter Babenberg stammt aus einer Kaufmannsfamilie in Konstanz, die bereits Anfang des 15. Jahrhunderts in Konstanz nachweisbar ist. Sie zählt dort zu den wohlhabendsten Bürgern und gehören den Zünften an. 1482 ist er Bruder des Augustiner-Chorherrenstifts Kreuzlingen und wird als Sohn des Konstanzer Ratsherren Hans Babenberg († 30. Oktober 1483) und seiner Frau Anna Vorster in Konstanz genannt.
Peters Brüder Hans und Jörg wenden sich nach Kempten. Bruder Hans Babenberg heiratet in das Kemptner Patriziat ein und erscheint dort 1495 als Ratsherr. Bruder Jörg Babenberg heiratet 1486 als Kemptner Bürger ins Patriziat von Memmingen ein. Seine Frau Margarethe Gäb ist die Nichte des Conrad Gäb, Generalvikar in Konstanz.

## Leben
Noch 1485 erscheint Peter Babenberg als Bruder des Augustiner-Chorherrenstifts Kreuzlingen bei seiner Immatrikulation an der Universität Tübingen. 1487 immatrikuliert er an der Universität Erfurt. 1490 erwirbt er den Grad Magister Artium.
Von 1497 bis 1545 war er Abt des regulierten Augustiner-Chorherrenstifts Kreuzlingen. Im Schwabenkrieg 1499 kämpfte er auf der Seite der Schweizerischen Eidgenossenschaft. Nachdem das Kreuzlinger Kloster 1499 in Brand gesetzt worden war, initiierte er mit Hilfe von König Maximilian I. und Papst Alexander VI. den Neuaufbau des Klosters; 1506/1509 konnte die Einweihung stattfinden.
1512 wurde er zum päpstlichen Exekutor (Gerichtsvollzieher) ernannt. 1524 war er auf Einladung von König Karl V. Teilnehmer des Nürnberger Reichstags (Nürnberg III).
Am 10. Mai 1527, in der Zeit der Reformation, war er an dem Ketzerprozess gegen Johann Hüglin beteiligt. 1529 setzte Babenberg, ein Gegner der Reformation, im Kloster Kreuzlingen gleichwohl einen reformierten Prediger ein. Er musste ins deutsche Buchhorn fliehen und kehrte 1532 aus seinem Exil zurück.